# Eleanor Garatti
Eleanor Garatti (n. 12 iunie 1909, Belvedere, California, SUA – d. 9 septembrie 1998, Walnut Creek⁠(d), California, SUA) a fost o înotătoare americană, medaliată olimpică. A participat la 2 ediții ale Jocurilor Olimpice (1928, 1932) în care a câștigat două medalii de aur și o medalie de argint.